# ジャワカレー
ジャワカレーは、ハウス食品が販売する即席固形カレールーの商品。ハウス食品グループ本社の登録商標（第2704723号ほか）。

## 概要
ローストオニオンのコクが特徴。さわやかな辛さと香りが楽しめるカレーである。辛味順位表は3 - 6。
ジャワカレーのジャワはインドネシアのジャワ島からとったもの。

## キャッチフレーズ
- 「深い味わい、さわやかな辛さ。」
- 「さわやかな大人の辛さ。」
- 「大人は辛口。」（1986年に西城秀樹が出演した前期CMの締めセリフ）
- 「僕ら、ジャワ原人。」（1987年に西城秀樹が出演した後期CMの冒頭のセリフ）

## 商品ラインナップ
- ジャワカレー（甘口、中辛、辛口）
- ジャワカレー スパイシーブレンド（大辛）
- ジャワカレー キーマカレー（中辛）
- プライムジャワカレー（中辛、辛口）
- ククレジャワカレー ※販売終了（後年、レトルトタイプのジャワカレーとして販売を再開）
- ヤングジャワカレー ※販売終了
- ジャワカレー（ビーフ・オニオンカレーによるレトルト版、中辛、CMでは「ジャワ」と品名表記していた[要説明]） ※販売終了

## CM
発売された当時のCMは、ジャワ島の風景がメインであった。伊丹十三・宮本信子夫婦を出演者に起用してからは、芸能人夫婦が出演する路線へと移行した。ただし近年は夫婦の出演とそうでないコンビの出演が交互に展開している。

### CMキャラクター
- 伊丹十三・宮本信子夫妻
- 関口宏・西田佐知子夫妻、佐野周二
- 千葉真一・野際陽子夫妻（千葉のみククレジャワカレーのCMにも出演）
- 岩城滉一・結城アンナ夫妻
- 西城秀樹（バーモントカレーのCMにも出演）
- 江口洋介・森高千里夫妻
- 真行寺君枝（ヤングジャワカレー）
- セイントフォー（ヤングジャワカレー）
- 遠藤恭葉
- 森下涼子
- 西村朝香
- 吉村崇
- オジエル・ノザキ
- 中山夢歩
- 役所広司
- 中嶋朋子（レトルト版に出演）
- 篠原涼子
- 北島康介・千紗夫妻
- 久保京子
- 坂口憲二
- 木村拓哉
- 反町隆史・紺野まひる
- 種田陽平
- 高島郷
- Mrs. GREEN APPLE（「楽しみ無限大 ミセス∞ハウスキャンペーン」の一環として2025年7月14日から8月末までの期間限定で起用）

など

### CMソング
- セイントフォー「不思議Tokyoシンデレラ」（ヤングジャワカレー）
- 結城アンナ「いつも2人で」
- 種ともこ「おひさま」
- くるり「さよならリグレット」
- 藤井フミヤ「Brand new love」
- 平井大「Life is Beautiful」[1]